# Eunice Kirwa
Eunice Kirwa (Baréin, 20 de mayo de 1984) es una atleta bareiní, especialista en la prueba de maratón, con la que ha logrado ser subcampeona olímpica en Río 2016.

## Carrera deportiva
En el Mundial de Pekín 2015 gana la medalla de bronce en la maratón —tras la etíope Mare Dibaba y la keniana Helah Kiprop— y al año siguiente en los JJ. OO. de Río 2016 gana la plata en la misma prueba, tras la keniana Jemima Sumgong.